# موريل فييجو
موريل فييجو هي بلدية تقع في مقاطعة سوريا، في منطقة قشتالة وليون، في إسبانيا. يبلغ عدد سكانها 88 نسمة وذلك حسب (المعهد الوطني للإحصاء) سنة 2017. تبلغ مساحتها 11,36 كم مربع، وترتفع عن سطح البحر 1,090 متر.

## وصلات خارجية
- Asociación Cultural Los Abedules